# Bangladeš na Svjetskom prvenstvu u atletici 2015.
Bangladeš je kao član IAAF-a nastupao Svjetskom prvenstvu u atletici 2015. u Pekingu, od 22. do 30. kolovoza 2015., s jednim predstavnikom - Masbahom Ahmmedom, trkačem na 100 metara.

## Rezultati

### Muškarci

#### Trkačke dicipline
| Atletičar     | Disciplina | Kvalifikacije | Kvalifikacije | Vrijeme | Vrijeme | Poluzavršnica | Poluzavršnica | Završnica | Završnica |
| Atletičar     | Disciplina | Vrijeme       | Plsaman       | Vrijeme | Plasman | Vrijeme       | Plasman       | Vrijeme   | Plasman   |
| ------------- | ---------- | ------------- | ------------- | ------- | ------- | ------------- | ------------- | --------- | --------- |
| Masbah Ahmmed | 100 metara | 11,13 SB      | 7.            | DNA     | DNA     | DNA           | DNA           | DNA       | DNA       |

- DNA - nije nastupio
- SB - najbolji rezultat sezone (eng. Season best)